# Wandelroute GR8
Het Franse sentier de Grande Randonnée 8, kortweg GR 8 is een wandelroute langs de kust van de Atlantische Oceaan. Hij loopt van Saint-Brevin-les-Pins bij de grote havenstad Saint-Nazaire naar Hendaye bij de Spaanse stad Irun. De route volgt steeds de kust en loopt langs het strand, door de duinen, over de kliffen of door het pal achter de kust gelegen binnenland, vaak lagunes, moerassen of polders. Ze passeert vele badplaatsen, waaronder een enkel kuuroord, maar ook havens voor vissers, plezierjachten en commercieel transport. De GR 8 doorkruist twee administratieve regio's van Frankrijk, namelijk het Land van de Loire en Nouvelle-Aquitaine. Hij doet de departementen Loire-Atlantique, Vendée, Charente-Maritime, Gironde, Landes en Pyrénées-Atlantiques aan.
De GR 8 is de jongste van de tien hoofdroutes (GR 1 tot en met GR 10) van het Franse wandelnet en is nog niet helemaal afgebakend. Diverse kleine lacunes in de route kunnen evenwel eenvoudig worden opgevuld door gebruik te maken van andere wandelroutes, zoals de GR 364 bij Talmont-Saint-Hilaire, de GR 360 en de GR 4 tussen Rochefort en Royan, en de Jacobsweg Voie Littorale ten zuiden van de riviermonding Gironde. In dit laatste gebied, Aquitanië, was de GR 8 vrijwel volledig gedefinieerd en gemarkeerd, maar een aantal particuliere eigenaren verbiedt thans de doortocht aan GR-wandelaars, zodat een nieuw traject moet worden gezocht. In de omgeving van La Rochelle zal de wandelaar vooralsnog zelf een passend traject moeten zoeken.